# Liga de Tailandia 2025-26
La Liga de Tailandia 2025-26, también llamada BYD Sealion 6 League I 2025-26 por motivos comerciales, es la 29.ª temporada de la Liga de Tailandia, la más importante liga profesional tailandesa de clubes de fútbol, desde su creación en 1996. Un total de 16 equipos compiten en la liga. La temporada comenzó el 15 de agosto de 2025 y terminará el 10 de mayo de 2026.
El Buriram United es el campeón defensor, mientras que los ascendidos a la máxima categoría fueron el Chonburi, Ayutthaya United y Kanchanaburi Power.

## Equipos participantes
| Club               | Entrenador                 | Ciudad                   | Estadio                            | Capacidad |
| ------------------ | -------------------------- | ------------------------ | ---------------------------------- | --------- |
| Ayutthaya United   | Jugkrit Siriwattanasart    | Phra Nakhon Si Ayutthaya | Estadio Provincial de Ayutthaya    | 6000      |
| Bangkok United     | Totchtawan Sripan          | Pathum Thani             | Estadio Thammasat                  | 19 375    |
| BG Pathum United   | Supachai Komsilp           | Pathum Thani             | Estadio Leo                        | 10 000    |
| Buriram United     | Osmar Loss                 | Buriram                  | Chang Arena                        | 32 600    |
| Chiangrai United   | Peerapong Pichitchotirat   | Chiang Rai               | Estadio Singha                     | 13 000    |
| Chonburi           | Teerasak Po-on             | Mueang Chonburi          | Estadio Chonburi                   | 8680      |
| Kanchanaburi Power | Alongkorn Thong-Am         | Kanchanaburi             | Estadio Provincial de Kanchanaburi | 13 000    |
| Lamphun Warriors   | Wanderley Machado da Silva | Lamphun                  | Estadio del 700.º Aniversario      | 25 000    |
| Muangthong United  | Rangsan Viwatchaichok      | Nonthaburi               | Estadio Thunderdome                | 12 500    |
| Nakhon Ratchasima  | Ithsara Sritaro            | Nakhon Ratchasima        | Estadio 80º Aniversario            | 24 641    |
| Port               | Alexandre Gama             | Bangkok                  | Estadio PAT                        | 6000      |
| Prachuap           | Sasom Pobprasert           | Prachuap Khiri Khan      | Estadio Sam Ao                     | 5000      |
| Ratchaburi         | Worrawoot Srimaka          | Ratchaburi               | Estadio Parque Solar Dragón        | 10 000    |
| Rayong             | Jukkapant Punpee           | Rayong                   | Estadio Provincial de Rayong       | 7500      |
| Sukhothai          | Aktaporn Chalitaporn       | Sukhothai                | Estadio Thung Thalay Luang         | 8000      |
| Uthai Thani        | Gino Lettieri              | Uthai Thani              | Estadio Provincial de Uthai Thani  | 4477      |

## Desarrollo

### Tabla de posiciones
| Pos. | Equipo               | Pts. | PJ | G | E | P | GF | GC | Dif. | Clasificación 2025-26                      |
| ---- | -------------------- | ---- | -- | - | - | - | -- | -- | ---- | ------------------------------------------ |
| 1    | Port                 | 3    | 1  | 1 | 0 | 0 | 3  | 1  | +2   | Fase de liga de la Liga de Campeones Élite |
| 2    | Bangkok United       | 3    | 1  | 1 | 0 | 0 | 3  | 2  | +1   | Fase de liga de la Liga de Campeones Élite |
| 3    | Buriram United       | 3    | 1  | 1 | 0 | 0 | 3  | 2  | +1   | Play-off de la Liga de Campeones Élite     |
| 4    | Muangthong United    | 3    | 1  | 1 | 0 | 0 | 1  | 0  | +1   | Fase de grupos de la Liga de Campeones 2   |
| 5    | BG Pathum United     | 1    | 1  | 0 | 1 | 0 | 2  | 2  | 0    |                                            |
| 6    | PT Prachuap          | 1    | 1  | 0 | 1 | 0 | 2  | 2  | 0    |                                            |
| 7    | Chiangrai United     | 1    | 1  | 0 | 1 | 0 | 1  | 1  | 0    |                                            |
| 8    | Kanchanaburi Power   | 1    | 1  | 0 | 1 | 0 | 1  | 1  | 0    |                                            |
| 9    | Ratchaburi Mitr Phol | 1    | 1  | 0 | 1 | 0 | 1  | 1  | 0    |                                            |
| 10   | Uthai Thani          | 1    | 1  | 0 | 1 | 0 | 1  | 1  | 0    |                                            |
| 11   | Chonburi             | 1    | 1  | 0 | 1 | 0 | 0  | 0  | 0    |                                            |
| 12   | Nakhon Ratchasima    | 1    | 1  | 0 | 1 | 0 | 0  | 0  | 0    |                                            |
| 13   | Lamphun Warriors     | 0    | 1  | 0 | 0 | 1 | 2  | 3  | −1   |                                            |
| 14   | Rayong               | 0    | 1  | 0 | 0 | 1 | 2  | 3  | −1   | Liga 2 de Tailandia                        |
| 15   | Sukhothai            | 0    | 1  | 0 | 0 | 1 | 0  | 1  | −1   | Liga 2 de Tailandia                        |
| 16   | Ayutthaya United     | 0    | 1  | 0 | 0 | 1 | 1  | 3  | −2   | Liga 2 de Tailandia                        |

Actualizado a los partidos jugados el 17 de agosto de 2025.
 Fuente: BeSoccer

### Evolución de la clasificación
| Equipo               | 01 | 02 | 03 | 04 | 05 | 06 | 07 | 08 | 09 | 10 | 11 | 12 | 13 | 14 | 15 | 16 | 17 | 18 | 19 | 20 | 21 | 22 | 23 | 24 | 25 | 26 | 27 | 28 | 29 | 30 |
| -------------------- | -- | -- | -- | -- | -- | -- | -- | -- | -- | -- | -- | -- | -- | -- | -- | -- | -- | -- | -- | -- | -- | -- | -- | -- | -- | -- | -- | -- | -- | -- |
| Port                 | 1  |    |    |    |    |    |    |    |    |    |    |    |    |    |    |    |    |    |    |    |    |    |    |    |    |    |    |    |    |    |
| Bangkok United       | 2  |    |    |    |    |    |    |    |    |    |    |    |    |    |    |    |    |    |    |    |    |    |    |    |    |    |    |    |    |    |
| Buriram United       | 3  |    |    |    |    |    |    |    |    |    |    |    |    |    |    |    |    |    |    |    |    |    |    |    |    |    |    |    |    |    |
| Muangthong United    | 4  |    |    |    |    |    |    |    |    |    |    |    |    |    |    |    |    |    |    |    |    |    |    |    |    |    |    |    |    |    |
| BG Pathum United     | 5  |    |    |    |    |    |    |    |    |    |    |    |    |    |    |    |    |    |    |    |    |    |    |    |    |    |    |    |    |    |
| PT Prachuap          | 6  |    |    |    |    |    |    |    |    |    |    |    |    |    |    |    |    |    |    |    |    |    |    |    |    |    |    |    |    |    |
| Chiangrai United     | 7  |    |    |    |    |    |    |    |    |    |    |    |    |    |    |    |    |    |    |    |    |    |    |    |    |    |    |    |    |    |
| Kanchanaburi Power   | 8  |    |    |    |    |    |    |    |    |    |    |    |    |    |    |    |    |    |    |    |    |    |    |    |    |    |    |    |    |    |
| Ratchaburi Mitr Phol | 9  |    |    |    |    |    |    |    |    |    |    |    |    |    |    |    |    |    |    |    |    |    |    |    |    |    |    |    |    |    |
| Uthai Thani          | 10 |    |    |    |    |    |    |    |    |    |    |    |    |    |    |    |    |    |    |    |    |    |    |    |    |    |    |    |    |    |
| Chonburi             | 11 |    |    |    |    |    |    |    |    |    |    |    |    |    |    |    |    |    |    |    |    |    |    |    |    |    |    |    |    |    |
| Nakhon Ratchasima    | 12 |    |    |    |    |    |    |    |    |    |    |    |    |    |    |    |    |    |    |    |    |    |    |    |    |    |    |    |    |    |
| Lamphun Warriors     | 13 |    |    |    |    |    |    |    |    |    |    |    |    |    |    |    |    |    |    |    |    |    |    |    |    |    |    |    |    |    |
| Rayong               | 14 |    |    |    |    |    |    |    |    |    |    |    |    |    |    |    |    |    |    |    |    |    |    |    |    |    |    |    |    |    |
| Sukhothai            | 15 |    |    |    |    |    |    |    |    |    |    |    |    |    |    |    |    |    |    |    |    |    |    |    |    |    |    |    |    |    |
| Ayutthaya United     | 16 |    |    |    |    |    |    |    |    |    |    |    |    |    |    |    |    |    |    |    |    |    |    |    |    |    |    |    |    |    |

### Resultados
| Local \ Visitante    | AYU | BKU | BGP | BRU | CHO | CRU | KAN | LPW | MTU | NRA | POR | PTP | RBM | RYN | STI | UTH |
| -------------------- | --- | --- | --- | --- | --- | --- | --- | --- | --- | --- | --- | --- | --- | --- | --- | --- |
| Ayutthaya United     | —   |     |     |     |     |     |     |     |     |     |     |     |     |     |     |     |
| Bangkok United       |     | —   |     |     |     |     |     |     |     |     |     |     |     | 3–2 |     |     |
| BG Pathum United     |     |     | —   |     |     |     |     |     |     |     |     |     |     |     |     |     |
| Buriram United       |     |     |     | —   |     |     |     |     |     |     |     |     |     |     |     |     |
| Chonburi             |     |     |     |     | —   |     |     |     |     |     |     |     |     |     |     |     |
| Chiangrai United     |     |     |     |     |     | —   |     |     |     |     |     |     |     |     |     |     |
| Kanchanaburi Power   |     |     |     |     |     |     | —   |     |     |     |     |     |     |     |     |     |
| Lamphun Warriors     |     |     |     | 2–3 |     |     |     | —   |     |     |     |     |     |     |     |     |
| Muangthong United    |     |     |     |     |     |     |     |     | —   |     |     |     |     |     | 1–0 |     |
| Nakhon Ratchasima    |     |     |     |     | 0–0 |     |     |     |     | —   |     |     |     |     |     |     |
| Port                 | 3–1 |     |     |     |     |     |     |     |     |     | —   |     |     |     |     |     |
| PT Prachuap          |     |     | 2–2 |     |     |     |     |     |     |     |     | —   |     |     |     |     |
| Ratchaburi Mitr Phol |     |     |     |     |     |     | 1–1 |     |     |     |     |     | —   |     |     |     |
| Rayong               |     |     |     |     |     |     |     |     |     |     |     |     |     | —   |     |     |
| Sukhothai            |     |     |     |     |     |     |     |     |     |     |     |     |     |     | —   |     |
| Uthai Thani          |     |     |     |     |     | 1–1 |     |     |     |     |     |     |     |     |     | —   |